# Olympische Sommerspiele 1972/Teilnehmer (Nordkorea)
| Gelbes Symbol für Goldmedaillen mit stilisierten Olympischen Ringen | Graues Symbol für Silbermedaillen mit stilisierten Olympischen Ringen | Braundes Symbol für Bronzemedaillen mit stilisierten Olympischen Ringen |
| ------------------------------------------------------------------- | --------------------------------------------------------------------- | ----------------------------------------------------------------------- |
| 1                                                                   | 1                                                                     | 3                                                                       |

Nordkorea nahm an den Olympischen Sommerspielen 1972 in München mit einer Delegation von 37 Athleten (23 Männer und 14 Frauen) an 23 Wettkämpfen in zehn Sportarten teil. Es war die erste Teilnahme des Landes bei Olympischen Sommerspielen.

## Teilnehmer nach Sportarten

### Bogenschießen
Frauen
- Ju Chun-sam
- Kim Ho-gyu
- Kim Hyang-min

### Boxen
- Kim Jong-ik
- Kim U-gil
Silber  Papiergewicht

### Gewichtheben
- Pak Dong-geun

### Judo
- Kim Yong-ik
Bronze  Leichtgewicht

### Leichtathletik
- Kim Chang-son
- Ryu Man-hyong

### Ringen
- Jang Dok-ryong
- Kim Gwong-hyong
Bronze  Fliegengewicht Freistil

### Rudern
- Ham Il-nyon
- Hong Song-su
- Kim Ki-tae
- Kim Un-son
- Li Jong-un
- Ri Jong-hui

### Schießen
- Kim Song-bok
- Li Yun-hae
- Ri Ho-jun
Gold  Kleinkaliber liegend

### Turnen
- Ho Yun-hang
- Jo Jong-ryol
- Kim Song-il
- Kim Song-yu
- Li Song-sob
- Shin Heung-do

### Volleyball
Frauen
- Bronze
- Hwang He-suk
- Jang Ok-rim
- Jong Ok-jin
- Kang Ok-sun
- Kim Myong-suk
- Kim Su-dae
- Kim Yeun-ja
- Kim Zung-bok
- Paek Myong-suk
- Ri Chun-ok
- Ryom Chun-ja